# Partit dels danesos
El Partit dels danesos (en danès Danskernes Parti) va ser un un partit polític danès fundat el 10 de juny de 2011 per Daniel Carlsen, abans membre destacat del partit neonazi Moviment Nacional Socialista de Dinamarca (DNSB). El partit es va descriure a si mateix com a nacionalista i etnopluralista.
El partit es va inspirar en el Partit dels suecs (Svenskernes Parti) i el Partit Nacional Demòcrata d'Alemanya, que són partits nacionalistes que es concentren a obtenir representació als ajuntaments i parlaments locals.
El 24 de juny de 2017, el partit va anunciar que Daniel Carlsen havia decidit retirar-se de la política per concentrar-se en la seva família i que, per tant, la resta de la direcció havia decidit tancar el partit.

## Eleccions
El partit es va presentar a les eleccions municipals l'any 2013, obtenint 6.782 vots (0,21%) però no va aconseguir representació. L'any 2015 va començar a recollir signatures per poder passar a les urnes de les properes eleccions nacionals, i l'abril de 2016 el partit va afirmar haver recollit la meitat de les signatures necessàries.